# Чёрные запорожцы
«Чёрные запорожцы» (укр. Чорні запорожці) или «черношлычники» — воинское формирование (конная сотня, затем конный дивизион, позже полк) армии Украинской Державы, затем армии Украинской Народной республики, получившее в 1918 году такое своё неофициальное название благодаря наименованию дивизии (Запорожская) и обмундированию чëрного цвета из новой экспериментальной партии униформы украинской гетманской (затем республиканской) армии.

## Боевой путь
Конная сотня «черношлычников» 2-го Запорожского полка Запорожской дивизии армии Украинской Державы, принимавшая участие весной 1918 в вытеснении большевистских формирований с территории Украины, а летом и осенью 1918 — в боевых стычках с большевистскими и белогвардейскими военными формированиями на восточных и северо-восточных рубежах Украинской Державы, в конце 1918 года была развёрнута в конный дивизион армии Директории УНР).
В декабре 1918 — апреле 1919 дивизион «черношлычников» 2-го Запорожского полка принимал участие в боях с Украинской Красной армией, в результате которых, отступая в составе войск Запорожского корпуса на запад, к реке Днестр, через румынскую территорию (Бессарабию) был передислоцирован в Галицию, затем на Волынь.
Летом 1919 года дивизион «черношлычников», переформированный в «1-й конный полк Чëрных запорожцев», принимал участие в наступлении на Проскуров, Винницу, в занятии Киева 31 августа 1919 года.
Осенью 1919 года, вместе с другими войсками УНР, полк попал в так называемый «треугольник смерти» (район Любар—Шепетовка—Мирополь, окружённый со всех сторон противником: польскими, советскими и деникинскими — войсками), откуда в составе Действующей армии УНР выступил в рейд по тылам советских и деникинских войск, известный как Первый зимний поход Действующей армии УНР.
С 6 декабря 1919 по 6 мая 1920 конный полк Чëрных запорожцев принимал участие в Первом зимнем походе армии УНР,  где отличился как наиболее боеспособная, дисциплинированная и относительно униформированная часть украинской армии. С 11 декабря 1919 по 10 января 1920 полк принимал участие в боях с белогвардейцами в районе Голендры, Самгородка, Ставища, Голованевска, затем — с красноармейскими частями: в районе Богополя, а после многокилометрового марша на восток в тяжëлых зимних условиях, — в захвате Смелы. Достигнув Золотоноши, полк возвратился на запад в район Гайворона — Голованевска и принимал участие в захвате Бобринца, Долинской, Вознесенска, в боях под Бирзулой, Тульчином, в районе которого 6 мая армия Омельяновича-Павленко, возвращавшаяся с похода, соединилась с действующей в составе Войска Польского армией Петлюры.
В мае 1920 конный полк Чëрных запорожцев вошёл в состав сначала Отдельной конной, затем Первой Запорожской, дивизии Армии УНР и принимал участие в Советско-польской войне на стороне поляков на территории Галиции и Подолья.
В ноябре 1920 года, согласно условиям польско-советского перемирия, полк Чëрных запорожцев, вместе с другими частями и соединениями армии УНР, перешёл реку Збруч и был интернирован в лагерях на территории Польши.

## Униформа
Униформу составляли чёрные шапки-мазепинки с чёрными же шлыками, чёрные жупаны (кителя), чёрные штаны, светло-серые черкески (взамен шинелей), чёрные сапоги. Под стандартными жёлто-голубыми розетками на шапках черношлычники носили кокарду в форме черепа с перекрещенными костями. Знаки различия размещались на обшлагах рукавов в виде нашивок.
Все бойцы полка носили старинную причёску козаков-запорожцев — длинный узкий локон волос («чуб») на бритой голове.
Первое упоминание о том, что чёрные шлыки и чёрные черкески использовала конная сотня 2-го Запорожского полка, датировано 29 апреля 1918 года, когда в Полтаве был проведен парад в честь того, что город был взят украинскими войсками.
В своих мемуарах командир «чёрных запорожцев» Петро Дяченко вспоминает, что сукно для пошива униформы было добыто в конце декабря 1918 в боях с махновцами в районе железнодорожной станции Лозовая. Униформа, в которую были одеты «чёрные запорожцы», была пошита в Кременчуге в конце января 1919 года.

## Знамя
Константин Гломозда описывает знамя «чёрных запорожцев» как чёрный значок со скошенным краем с изображением на лицевой стороне трезубца с надписью «1-й конный полк Чёрных Запорожцев». На обратной стороне знамени был изображен череп с костями и надписью «Украина или смерть». Но ни сотник Борис Монкевич, ни командир полка Петро Дяченко в своих мемуарах не вспоминают изображения знамени.

## Другие подразделения черношлычников в армии УНР
Следует заметить, что распространённое утверждение о том, что «чёрные запорожцы» были единственным подразделением Армии УНР, которое использовало шлыки чёрного цвета, не соответствует действительности. Кроме них, чёрный шлык использовался в униформе таких подразделений:
- курень «чёрных гайдамаков» Гайдамацкого коша Слободской Украины;
- пулемётная сотня конного Гайдамацкого полка им. Костя Гордиенко;
- Первый конный Партизанский полк корпуса Сечевых стрельцов (командир полка Алексей Козырь-Зирка был бывшим пулемётчиком-гордиенковцем);
- «Чёрный курень смерти» (развёрнут из Горбачёвской уездной конной сотни, позже — Горбачёвский полк) под командованием атамана Сашки Гу́цула (Александра Козубского), бывшего штабс-капитана 8-го Астраханского драгунского полка;
- 20-й Павлоградский конный полк атамана Ба́хмача в составе Екатеринославского коша.

## Возрождение наименования
23 августа 2017 года 72-я отдельная механизированная бригада ВСУ, ранее именовавшаяся Красноградско-Киевской, указом Президента Петра Порошенко получила название «72-я отдельная механизированная бригада имени Чёрных Запорожцев». 24 августа 2017 года, во время парада в День независимости Украины, бригада получила боевое знамя.